# Gerhard Schütz
Gerhard Schütz (* 15. Dezember 1956 in Bonn) ist ein deutscher Autor und Hypnosetherapeut.

## Leben
Er hatte Auftritte in TV und Radiosendungen.  Schütz ist Ausbilder und Supervisor der Deutschen Gesellschaft für zahnärztliche Hypnose (DGZH) e. V. Er schrieb Publikationen und Buchveröffentlichungen zum Thema Hypnose, Selbsthypnose und Kommunikation.
Schütz gibt europaweit Seminare über Hypnose, zahnärztliche Hypnose und Schmerzausschaltung. Schütz ist Hypnosetherapeut in Berlin-Steglitz.

## Auszeichnungen
- 2005 Wissenschaftspreis der Deutschen Gesellschaft für Zahnärztliche Hypnose (DGZH) e. V. für seine Promotion an der Charité-Universitätsmedizin Berlin zum Thema: „Einfluss der Hypnose auf die Befindlichkeit des Patienten bei Osteotomien im Kieferbereich“.

## Veröffentlichungen (Auswahl)
- G. Schütz, H. Freigang: Hypnolinguistik – die Sprache der Hypnose verstehen und anwenden. Junfermann, Paderborn 2013, ISBN 978-3-87387-945-4.
- G. Schütz: Trancegeschichten für Erwachsene und Kinder. Norderstedt 2011, ISBN 978-3-8423-4329-0.
- G. Schütz: Die Altersregression in Theorie und Praxis. Junfermann, Paderborn 2009, ISBN 978-3-87387-731-3.
- G. Schütz: Hypnose in der Praxis. Über das Phänomen der Trance. Junfermann, Paderborn 2009, ISBN 978-3-87387-354-4.
- G. Schütz: Anleitungen zur Gruppentrance. Junfermann, Paderborn 2009, ISBN 978-3-87387-655-2.
- A. Schmierer und G. Schütz: Entspannt zum Zahnarzt, so überwinden Sie Ihre Angst. Carl Auer, 2008, ISBN 978-3-89670-587-7.
- G. Schütz, H. Freigang: Tausend Trance Tipps. Hypnos, Stuttgart 2008, ISBN 978-3-933569-40-0.
- A. Schmierer, G. Schütz: Zahnärztliche Hypnose, erfolgreiche Hypnose und Kommunikation in der Zahnarztpraxis. Quintessenz, Berlin / Chicago / Tokyo, 2007, ISBN 978-3-87652-887-8.
- G. Schütz, H. Freigang: Metaphern, Stellvertretergeschichten und hypnotische Texte. Für den Einsatz in der Zahnmedizin. 3. Auflage. Hypnos, Stuttgart 2007, ISBN 978-3-933569-38-7.
- W. Eberwein, G. Schütz: Die Kunst der Hypnose. Junfermann, Paderborn 1996, ISBN 3-87387-265-X.